# Jeżewo Nowe
Jeżewo Nowe (Nowe Jeżewo do 2004 roku) – wieś w Polsce położona w województwie podlaskim, w powiecie białostockim, w gminie Tykocin.
W latach 1975–1998 miejscowość administracyjnie należała do województwa białostockiego.
Wierni kościoła rzymskokatolickiego należą do parafii Parafia Trójcy Przenajświętszej w Tykocinie.